# Retrato de una cortesana
Retrato de una cortesana es un cuadro de Caravaggio, pintado en 1597. Muestra a la dama Fillide Melandroni como la diosa Flora. Se conservaba en Alemania, pero los bombardeos durante la Segunda Guerra Mundial lo destruyeron en 1945. Solo se conoce a través de fotografías.

## Análisis
Algunos estudiosos creen que la flor mostrada en el cuadro puede ser de azahar o bergamota, símbolos del matrimonio. Pudo haber sido pintado para Onorio Longhi, quien contraía nupcias con Caterina Campi. John Gash opina que es, sin duda, un jazmín «símbolo del amor erótico». En 1638 se identificó a la modelo como Fillide Melandroni, que aparece en otras cuatro obras del artista en la etapa que va de 1597 a 1600. Aparece en cuadros como Marta y María Magdalena, Santa Catalina de Alejandría y Judith y Holofernes—. De hecho, se afirma que ella es la que puso en contacto a Caravaggio con Ranuccio Tomassoni, a quien mataría el pintor en 1606.